# Reino Lunda
```
   |-
       |
Erro:
:  
valor não especificado para "
nome_comum
"
```

O Reino da Lunda (século XVI – 1887), também conhecido como Império da Lunda, foi uma confederação africana pré-colonial de estados, onde são hoje a República Democrática do Congo, o nordeste de Angola e o noroeste da Zâmbia. O seu estado central ficava nas atuais províncias congolesas de Tanganica, Alto Lomami, Lualaba e Alto Catanga.
Os excedentes de produção e os presos de guerra permitiam, à aristocracia Lunda, manter relações comerciais de longa distância com o litoral, Cassanje, Matamba, Loango, os pombeiros das colônias de Angola e os povos do Planalto Central de Angola.

## História
O coração original do que viria ser o reino da Lunda foi uma simples vila (em língua lunda, gand). Ela era governada por um rei intitulado "Muanta Gandi", que iniciou seu governo possivelmente no século XVI, sob a liderança de Anconda Matiti (ou Nkonda Matit).
Por volta de 1650 o reino/império atingiu seu auge, nos reinados de Condi-Iala-Macú-Matete e sua filha Lueji A'Nkonde, quando a produção agrícola abastecia quase todas as possessões coloniais europeias litorâneas da bacia do Congo. Além disso, nesse período também o reino dominava a fundição de metais e o tráfico de escravos. A capital, neste período era na portentosa cidade de Mussumba.
No seu auge o império caiu em decadência, permanecendo assim até o século XIX. A derrocada do império foi causada em virtude da polêmica relação da rainha lunda com um caçador e líder de clã chamado Tchibinda Ilunga, irmão de Calala Ilunga (rei do vizinho reino da Luba). Tchibinda Ilunga abandonou o reino de Luba e se casou com Lueji A'Nkonde, rainha do reino da Lunda. A decisão da rainha em contrair matrimónio com o estrangeiro luba, causou revolta na aristocracia lunda.
A queda do Primeiro Império da Lunda se deu no século XVII, em virtude da disputa em torno da herança do trono de Lueji A'Nkonde, causando a divisão deste em três reinos: Lunda-Luba (século XVII), Lunda-Chócue (século XVII, da qual continuou soberana) e Lunda-Andembo (século XVIII). O principal dos estados sucessores do império, o Reino Lunda-Chócue, formou-se depois do ataque empreendido pelos quiocos à capital Mussumba. O sucesso se deu pois estes possuíam armas de fogo. O reino Lunda-Chócue estabeleceu-se com a sua língua e costumes.
Noeji Muanta Mutombe, o filho de Lueji A'Nkonde e Tchibinda Ilunga, criou, em 1675, o título de "Muanta Iala", que passou a ser adotado daí em diante pelos reis de Lunda-Chócue. Por volta de 1680, o reino tinha 150 000 quilômetros quadrados de área.
Combalido até o início do século XIX, reino foi se restabelecendo a partir do estado Chócue, com sedes em Moxico-Velho e Mussumba (numa tentativa de ainda manter a tradição de onde o império surgiu), formando novamente um império, o Segundo Império da Lunda, que se expandiu para os atuais territórios de Angola e Zâmbia e se tornou uma confederação de estados, que mantinham um certo grau de autonomia, desde que pagassem tributos.
Em 1884 foi feito um acordo de divisão do Segundo Império da Lunda entre a África Ocidental Portuguesa, o Estado Livre do Congo do rei Leopoldo II  da Bélgica e o noroeste da britânica Rodésia, que viriam a tornar-se em Angola, República Democrática do Congo e Zâmbia, respectivamente.

### Tratados finais e divisão do império

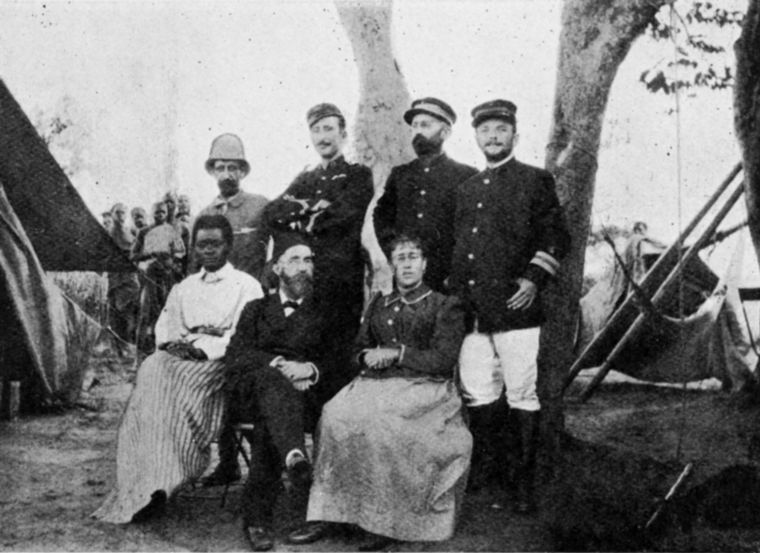
Membros da Comissão de Delimitação da Lunda, em 1893.

- 23 de fevereiro de 1885 - Tratado de Protetorado entre o Reino de Portugal e o Estado Confederado Lunda-Capenda, com sede na Capenda, assinado por Mona Samba;
- 31 de outubro de 1885 - Tratado de Protetorado entre o Reino de Portugal e o Estado Confederado Lunda-Muteba, com sede em Muteba, assinado por Caungula;
- 2 de setembro de 1886 - Tratado de Protetorado entre o Reino de Portugal e o Reino Confederado Lunda-Chócue, com sede em Moxico-Velho, assinado por Tchissengue e seus nobres Muananganas;
- 1 de dezembro de 1886 - Tratado de Protetorado entre o Reino de Portugal e o Reino Calambas do Moxico (reino confederado lunda), com sede em Lucusse, assinado por Ambinji Infana Suana Calenga;
- 18 de janeiro de 1887 - Tratado de Protetorado entre o Reino de Portugal e o Reino Muatiânvua (sede em Mussumba), assinado por Ambinji Infana Suana Calenga;
- 1890 - Acordo entre Portugal e o Estado Livre do Congo relativo ao Território Lunda;
- 1891 - Tratado entre o Estado Livre do Congo e Portugal, para as delimitações das respectivas esferas de soberania e influência na região da Lunda, assinado em Lisboa em 25 de maio de 1891, retificado em Bruxelas em 24 de março de 1894 e intercambiado entre as duas nações em 1 de agosto de 1894.[5]